# Gene drive

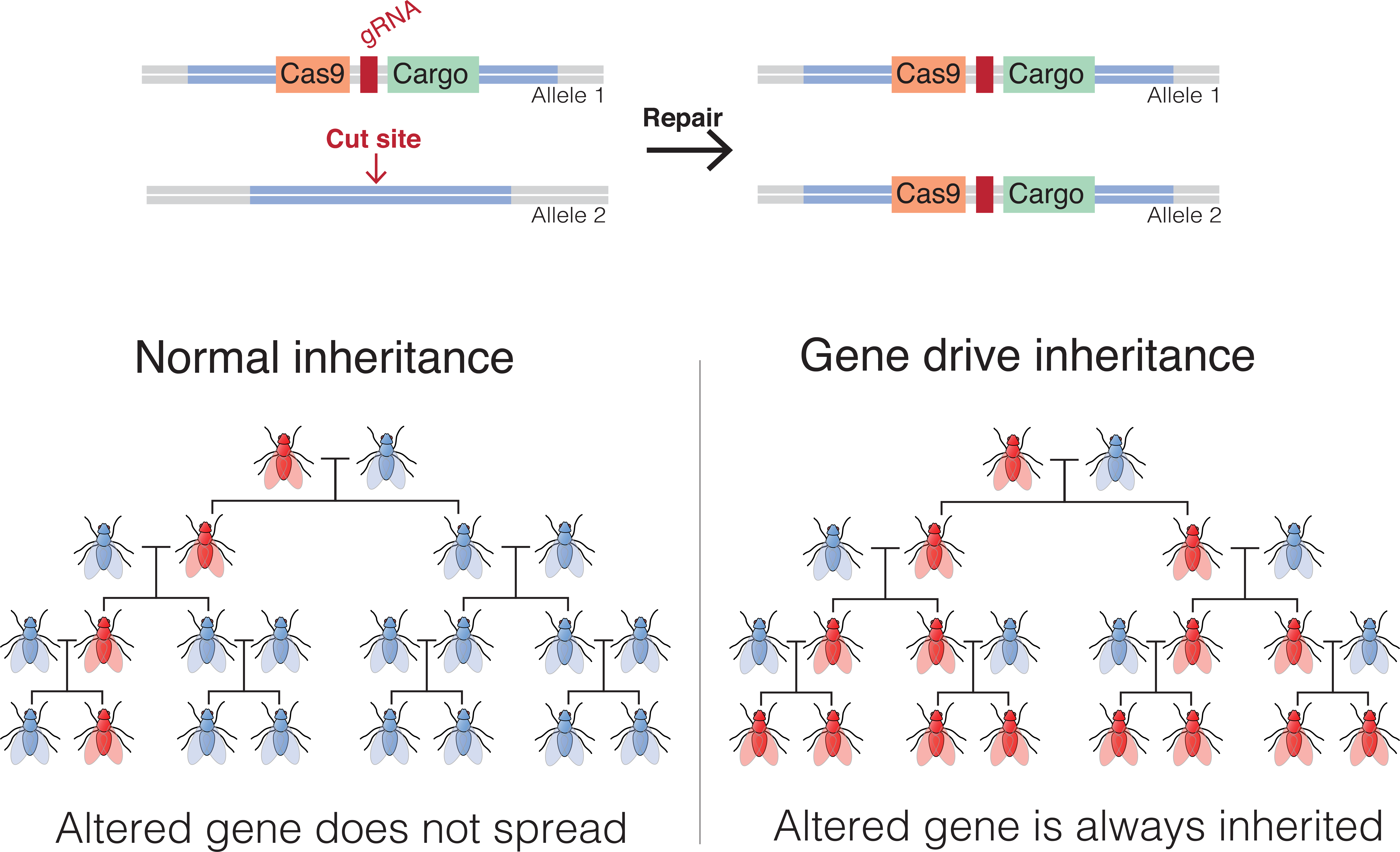

Gene drive, ook wel gendruk genoemd, is een vorm van genetische modificatie, waarbij het DNA zo wordt veranderd dat die mutatie via de geslachtelijke voortplanting aan alle nakomelingen doorgegeven wordt, onafhankelijk van de normale erfelijkheidsregels.

## Principe
Middels de genetische-modificatietechniek CRISPR wordt in een chromosoom een DNA-sequentie (allel) ingebouwd, die voor de gewenste eigenschap codeert. In dezelfde gekopieerde sequentie wordt eveneens een Cas9-nuclease en een geleidings-RNA ingevoegd. Terwijl het veranderde allel in het oorspronkelijke organisme heterozygoot voorkomt, wordt het allel nu tijdens het proces van meiose en karyogamie binnen het kader van de geslachtelijke voortplanting homozygoot voortgegeven. Naarmate de veranderde individuen zich verder voortplanten, verdringen zij de alternatieve allelen en leiden tot een explosieve vermeerdering van de mutatie in de populatie.

## Ethische discussie
Gelet op de gevaren van deze techniek, pleiten wetenschappers voor een regulatie van technieken die DNA via de erfelijkheidsprincipen definitief veranderen

## Toepassing
Gene drive heeft twee voornamelijke soorten toepassingen, die implicaties hebben van verschillende grootte.
- Het introduceren van een genetische modificatie in een populatie in een laboratorium; als het gene drive DNA in een individu is ingebracht kan het verspreid worden over de populatie door voortplanting waarbij alle nakomelingen ook het gene drive DNA zullen hebben. Op deze manier kan een taak veel eenvoudiger worden uitgevoerd dan met alternatieve technieken mogelijk is.
- Het introduceren van een genetische modificatie in een populatie in het wild. Gene drive kan een heel groot effect hebben op een populatie of zelfs de hele soort dieren; doordat het gen zeker doorgegeven wordt aan de nakomelingen, en zo dus een bepaalde eigenschap door de hele soort wordt verspreidt.

Gene drive is een immens grote technologische doorbraak wat vele paden begaanbaar maakt, die voorheen onbewandelbaar waren. Maar met deze techniek komt ook een grote verantwoordelijkheid. Het ongekende potentiële risico vraagt om extreme voorzichtigheid en voorzorgsmaatregelen.

### Ziektes controleren
Een positieve toepassing van deze technologie is het modificeren van ziekteverwekkende dieren om de verspreiding van deze ziektes te stoppen.
Een project dat in de media regelmatig genoemd wordt, is de verandering van het DNA van Anophelesmuggen om malaria in Afrika uit te roeien.
Wetenschappers geloven dat door het toepassen van de gene drive techniek op 1% van de muggenpopulatie in het wild, malaria uitgeroeid kan worden binnen een jaar.

### Invasieve soorten uitroeien
Gene drive kan ook gebruikt worden om een invasieve soort uit te roeien, zoals bijvoorbeeld in Nieuw-Zeeland is voorgesteld om gene drive te gebruiken om van de rattenplaag uit te roeien die voor veel onrust zorgt.

## Weblink
- Informatie van de biotechnoloog Kevin Esvelt op www.sculptingevolution.org